# 達椿
达椿（穆麟德轉寫：dacun，18世纪？—1802年），字香圃，乌苏氏，满洲镶白旗人。清朝官员。

## 生平
达椿于乾隆二十五年（1760年）成三甲进士，选庶吉士，散馆授户部主事，迁员外郎。历任翰林院侍讲、侍读、国子监祭酒、詹事府詹事、大理寺卿。乾隆二十九年（1764年）入直上书房，充《四库全书》总阅，累擢礼部侍郎兼副都统。乾隆四十五年（1780年），受到会同四译馆房屋毁坏砸死朝鲜国使臣一事牵连，遭革职留任。乾隆五十四（1789年）年，左迁内阁学士。达椿任职于内廷，不攀附和珅，终因耿直而被夺职，留上书房效力行走。不久被任命为翰林院侍讲学士，又与大考後降为检讨。嘉庆帝知此事对其不公，于嘉庆四年（1899年）降诏补授其为内阁学士兼副都统。”其子萨彬图当时也为其同官，命达椿班次列于萨彬图之前。其後历任礼部、吏部侍郎兼翰林院掌院学士，擢左都御史兼都统，迁礼部尚书。嘉庆六年（1801年），主持会试。嘉庆七年（1802年）卒。女乌苏氏嫁贝子宗室奕纯之子载铭。

## 延伸阅读
[在维基数据编辑]
 《清史稿·卷353》，出自趙爾巽《清史稿》